# Fællesskab
Fællesskab er en samling af mennesker, som bindes sammen af noget de har til fælles, hvilket vil sige noget de er enige om, har samme synspunkt på eller f.eks. en interesse de deler med hinanden. Fællesskab kan også være sammenhold.
Fællesskab er et vidt begreb, da der ikke blot findes en bestemt form for fællesskab men utallige. På billede ”Legende børn” af Peter Hansen, er der eksempelvis tale om den ”kollektive identitet” da børnene, i deres leg, opnår tilhørsforhold til en større gruppe af mennesker – de indgår i et fællesskab med deres kammerater. Børnene deler normer, værdier og forestillinger om, hvad der kendetegner deres egen gruppe, og hvordan den skiller sig ud fra andre. Den kollektive identitet er nødvendig for at kunne være en del af en gruppe eller et samfund, da man ellers føler sig udenfor eller kan blive udstødt. Tematikken fællesskab er derfor i centrum da børnene indbyrdes udvikler fællesskaber.